# Birgit Arrhenius
Birgit Arrhenius, född Klein den 25 augusti 1932, död den 10 september 2023, var en svensk arkeolog och professor.
Arrhenius var elev till Sune Lindqvist och disputerade 1971 vid Stockholms universitet. Hon har arbetat som avdelningschef vid dåvarande Tekniska avdelningen vid Historiska museet och från 1986 som professor i arkeologi med laborativ analys vid Arkeologiska forskningslaboratoriet vid Stockholms universitet.
Arrhenius har bland annat deltagit i undersökningar av Helgö, Gullhögen i Husby-Långhundra socken och delar av gravfältet Ormknös på Björkö i Mälaren. 
Hennes arbete med granatcloisonné är unikt med sin tonvikt på kittmassa hellre än något annat. Metoden kontrasteras just nu[när?] mot den franska PIXE-metoden i ett nytt forskningsprojekt kring granatcloisonné under ledning av Patrick Périn. 
Arrhenius var ledamot av Kungliga Vetenskapsakademien  och Vitterhetsakademien. Hon erhöll Gösta Berg-medaljen 1992.

## Publikationer i urval
- Merovingian Garnet Jewellery (1986).